# Harold Charles d'Aspremont Lynden
Pour les articles homonymes, voir Lynden (homonymie).
Le comte Harold d'Aspremont Lynden (Bruxelles, 17 janvier 1914 - Natoye, 1er avril 1967) est un avocat, officier et homme politique belge de tendance chrétienne. Après la Seconde Guerre mondiale, il a été bourgmestre de Natoye et ministre.

## Biographe
Harold René Charles Marie, comte d'Aspremont Lynden, né à Bruxelles le 17 janvier 1914 est le fils du comte Charles d'Aspremont Lynden parlementaire et ministre, et d'Edith de Favereau (fille du ministre Paul de Favereau). Il est comte du Saint-Empire. En 1941, il épouse à Waillet Doris Van der Straeten-Waillet qui lui donne cinq enfants. Sa fille Catherine a épousé le baron Jean-Pierre Berghmans, président du conseil d'administration du groupe Lhoist, leader mondial de la production de chaux. 
Il fait des humanités gréco-latines au Collège Saint-Benoît de Maredsous de 1926 à 1931. Poursuivant avec des études universitaires, il obtient en juillet 1936 le diplôme de docteur en droit à l'Université catholique de Louvain.
Après son service militaire (14 octobre 1936 au 14 octobre 1937) comme officier de réserve au 13e régiment de Ligne à Namur, il reprend à Louvain des études en économie politique et sociale, qu'il doit interrompre à la mobilisation générale de septembre 1939.
Durant la Seconde Guerre mondiale, il est mobilisé le 26 août 1939 comme sous-lieutenant de réserve. En mai 1940, il participe à la Campagne des dix-huit Jours, comme chef de peloton à la 1ère compagnie du 13e de Ligne. Le 25 mai, il est blessé à Vive Saint-Eloi lors de la bataille de la Lys  et évacué sur Anvers. Il est fait prisonnier des Allemands le 28 mai et libéré le 14 juin. De décembre 1940 jusqu'en novembre 1943, il est secrétaire du baron Greindl, qui exerce par intérim les fonctions de gouverneur de la province de Luxembourg.
En 1942, il s'engage dans la Résistance au sein de la Légion belge qui prendra en 1944 le nom d'Armée secrète (AS). Il succède en mars 1944 au major Edouard Roulin comme commandant du Secteur 5 de la Zone V de l'AS, correspondant à l'arrondissement de Dinant. Il organise notamment les parachutages et sabotages. Une fois le territoire belge libéré de l'occupation allemande, il reprend du service dans l'armée belge le 4 décembre 1944. Le 13 février 1945, il est affecté comme chef de peloton au régiment d'autos blindées. Il quitte le service actif octobre 1945 mais reste dans la réserve. À ce titre, il atteindra en 1964 le grade de lieutenant-colonel.
Après-guerre, il se lance dans une carrière politique au sein du Parti Social Chrétien (PSC). Il est élu au conseil communal de Natoye en octobre 1946 et en devient bourgmestre de 1947 à 1967. À partir de 1947, il exerce diverses fonctions dans les cabinets ministériels. En juin 1949, il est élu conseiller provincial à Namur. Il est également sénateur de la province de Namur de 1949 à 1954.
À partir de 1958, il commence à s'impliquer au sein du cabinet du Premier ministre Gaston Eyskens dans le processus qui mènera à l'indépendance du Congo. Une fois l'indépendance du Congo actée, il intervient dans le soutien mesuré du gouvernement belge dans la sécession du Katanga. De septembre 1960 à avril 1961, il est le dernier ministre des Affaires africaines dans le gouvernement Gaston Eyskens III (remanié). Avec Gaston Eyskens, Premier ministre, et Pierre Wigny, ministre des Affaires étrangères, il doit gérer la situation troublée qui suit l'indépendance du Congo après 1960. Il fait ainsi face aux relations compliquées avec le gouvernement Lumumba, à la révolte de la Force publique mettant en danger les citoyens belges et à la tentative de sécession du Katanga.
De 1961 à son décès le 1er avril 1967, il redevient sénateur.

## Hommages et distinctions
Les distinctions suivantes lui ont été attribuées :
- Commandeur de l'ordre de Léopold (Belgique) ;
- Croix de guerre 1940-1945 avec palmes (Belgique) ;
- Médaille de la Résistance 1940-1945 (Belgique) ;
- Médaille commémorative de la guerre 1940-1945 avec sabres croisés (Belgique) ;
- Commandeur de l'ordre d'Orange-Nassau (Pays-Bas) ;
- King's Medal for Courage in the Cause of Freedom (Grande-Bretagne).